# فرودگاه خورخه ایساکس
فرودگاه خورخه ایساکس (به انگلیسی: Jorge Isaacs Airport) (به زبان بومی: Aeropuerto Jorge Isaacs) یک فرودگاه خصوصی با کد یاتا MCJ است که یک باند فرود آسفالت دارد و طول باند آن ۱۴۸۶ متر است. این فرودگاه در کشور کلمبیا قرار دارد و در ارتفاع ۸۴ متری از سطح دریا واقع شده‌است.